# Yves Vanderhaeghe
Yves Vanderhaeghe (ur. 30 stycznia 1970 roku w Roeselare) – były belgijski piłkarz występujący na pozycji defensywnego pomocnika. 

## Kariera klubowa
Yves Vanderhaeghe zawodową karierę rozpoczynał w 1986 roku w Cercle Brugge. Następnie trafił do KSV Roeselare, w barwach którego nie rozegrał jednak ani jednego meczu. Latem 1992 belgijski piłkarz przeniósł się do Excelsioru Mouscron. W drużynie "Les Hurlus" od razu wywalczył sobie miejsce w podstawowej jedenastce. W Mouscron Yves spędził jednak tylko dwa sezony, po czym podpisał kontrakt z klubem Eendracht Aalst. Tam także grał w pierwszej drużynie i rozegrał łącznie 94 spotkania.
W trakcie sezonu 1997/1998 Vanderhaeghe zdecydował się powrócił do Excelsioru. Grał tam do 2000 roku, w którym związał się umową z jednym z najbardziej utytułowanych zespołów w kraju – Anderlechtem. Razem z ekipą "Fiołków" Yves cztery razy wywalczył mistrzostwo oraz dwa razy Superpuchar Belgii. Rywalizował w rozgrywkach Pucharu UEFA oraz Ligi Mistrzów. Łącznie dla Anderlechtu belgijski pomocnik zaliczył 139 występów.
W zimowym okienku transferowym w 2007 roku Vanderhaeghe został zawodnikiem KSV Roeselare. Grał w nim do 2008 roku, po czym zakończył piłkarską karierę i został asystentem trenera w KV Kortrijk.

## Kariera reprezentacyjna
W reprezentacji Belgii Vanderhaeghe zadebiutował 30 maja 1999 roku w towarzyskim meczu przeciwko Peru. W 2000 roku wraz z drużyną narodową pojechał na mistrzostwa Europy, na których "Czerwone Diabły" zostały wyeliminowane już w pierwszej fazie turnieju. W 2002 roku Yves zagrał natomiast na mistrzostwach świata. Na tej imprezie Belgowie zajęli drugie miejsce w swojej grupie i awansowali do 1/8 finału. W tej fazie turnieju zespół Roberta Waseige przegrał 2:0 z późniejszymi zwycięzcami mundialu – Brazylijczykami. Vanderhaeghe na boiskach Korei Południowej i Japonii zagrał we wszystkich czterech spotkaniach w pełnym wymiarze czasowym.